# Duane Dennis
Duane Dennis (* 6. Februar 1969 in Vernon, British Columbia) ist ein ehemaliger kanadischer Eishockeyspieler, der auf der Position des linken Flügelstürmers spielte. In der Deutschen Eishockey Liga spielte er für die Kaufbeurer Adler.

## Karriere
1988 begann Dennis in der British Columbia Hockey League mit dem Eishockeyspielen, wo er zwei Spielzeiten für die Vernon Vipers aufs Eis ging. Danach schnürte er vier Jahre für die Acadia Axemen aus der CIAU die Schlittschuhe. In seiner letzten Saison für die Acadia Universität absolvierte er noch zwei Spiele für die Prince Edward Island Senators aus der American Hockey League. Die folgende Saison verbrachte er abwechselnd bei den Wheeling Thunderbirds in der East Coast Hockey League und den Cape Breton Oilers in der AHL.
Anschließend wechselte Dennis nach Europa, wo er für eine Saison beim EHC Neuwied aus der deutschen 1. Liga spielte, ehe er ebenfalls für eine Saison, beim HC Thurgau aus der Schweizer Nationalliga B unterschrieb. In der Spielzeit 1997/98 stand der Stürmer zunächst beim italienischen Club HC Meran auf dem Eis, kam aber auch in der Deutschen Eishockey Liga bei den Kaufbeurer Adlern zum Einsatz, für die er neun Spiele bestritt. Anschließend schloss sich Dennis vier Jahre dem SC Riessersee aus der 2. Bundesliga an, bevor er seine Laufbahn 2002/03 beim ERC Selb in der Oberliga beendete.